# Oratorio di Santa Marta (Craveggia)
L'oratorio di Santa Marta è un edificio di culto cattolico di Craveggia, in provincia del Verbano-Cusio-Ossola.

## Storia e descrizione
Un primo oratorio dedicato a Santa Marta fu costruito agli inizi del XVII secolo dall'omonima confraternita accanto alla chiesa dei Santi Giacomo e Cristoforo. Nel 1616 risultava già aperto al culto. Nel secolo successivo, con il completo rifacimento dell'area limitrofa alla chiesa parrocchiale, anche l'oratorio fu demolito e ricostruito nella posizione attuale. Il nuovo edificio, progettato dall'architetto in forme barocche dall'architetto locale Antonio Ferino, fu ultimato nel 1752. Le pitture interne, furono eseguite dal pittore vigezzino Lorenzo Peretti.
L'edificio, dalle evidenti forme barocche, presenta una pianta ottagonale caratterizzata da una pronunciata abside sul lato sud ed un'alta facciata ripartita da due lesene su quello nord.
All'interno, le pareti est ed ovest sono occupate rispettivamente dalle cappelle della Madonna Addolorata e della Madonna di Re con i Santi Luigi re di Francia e Luigi Gonzaga. L'abside presenta gli affreschi la Resurrezione di Lazzaro e Gesù con Marta e Maria del Peretti, mentre nella lunetta Santa Maria in Preghiera e Penitenza, nella volta è invece dipinta la Gloria di Santa Marta e nelle lunette laterali figure di Sante. L'altare maggiore fu costruito nel 1757.